# Zyginopsis claripennis
Zyginopsis claripennis är en insektsart som först beskrevs av Naudé 1926.  Zyginopsis claripennis ingår i släktet Zyginopsis och familjen dvärgstritar. Inga underarter finns listade i Catalogue of Life.